# Peromyia trifida
Peromyia trifida är en tvåvingeart som beskrevs av Jaschhof 2001. Peromyia trifida ingår i släktet Peromyia och familjen gallmyggor. Inga underarter finns listade i Catalogue of Life.